# FC Young Stars Eeklo
FC Young Stars Eeklo was een Belgische voetbalclub uit Eeklo. De club was aangesloten bij de KBVB met stamnummer 9409 en had rood en zwart als kleuren. De club speelde in haar bestaan altijd in de provinciale reeksen.

## Geschiedenis
De club ontstond in 2002 in Eeklo uit liefhebbersclub Captains. In Eeklo speelde was sinds de jaren 20 ook al KFC Eeklo actief bij de Belgische Voetbalbond. Young Stars Eeklo sloot zich aan bij de Belgische Voetbalbond en kreeg er stamnummer 9409 toegekend. De club ging er van start op het allerlaagste niveau, Vierde Provinciale.
Reeds in het debuutseizoen 2002/03 werd Young Stars Eeklo kampioen in Vierde Provinciale. Eeklo eindigde er op een gedeelde eerste plaats met FC Azalea, maar werd kampioen dankzij een doelsaldo van 102-40 en promoveerde zo meteen naar Derde Provinciale.
Na een paar seizoenen zakte de club terug naar Vierde Provinciale. In 2010 keerde men nog een seizoen terug in Derde Provinciale, maar YS Eeklo werd er laatste in zijn reeks. In 2011 legde de club de boeken neer.